# Estadio Azul
Het Estadio Azul is een multifunctioneel stadion in de gemeente Benito Juárez in Mexico-Stad. Het stadion wordt vooral gebruikt voor voetbalwedstrijden. De terugwedstrijd van de finale van de CONCACAF Champions Cup van 1983 tussen SV Robinhood en Atlante werd hier gespeeld.

## Geschiedenis
Het stadion werd gebouwd tussen 1944 en 1946 als onderdeel van het project Ciudad de los Deportes (Sportstad), een privé-onderneming, waarvan alleen dit stadion en de ernaast gelegen Plaza de Toros México daadwerkelijk zijn gerealiseerd. De opening vond plaats op 6 oktober 1946 met een wedstrijd amerikaans voetbal.
De eerste voetbalwedstrijden in dit stadion werden gehouden in 1947 naar aanleiding van het bezoek van Racing Club de Avellaneda.

## Clubs en competities
Het stadion wordt door de eigenaar verhuurd aan sportclubs en is zodoende onder meer de thuisbasis geweest van Club América (1947-1955), Necaxa (1950-1955), Atlante (1947-2021, met onderbrekingen) en Cruz Azul (1996-2018). De Mexicaanse voetbalcompetities, Copa Libertadores, competities van CONCACAF en kwalificatierondes voor FIFA wereldkampioenschappen voetbal 1950 en 1994 werden hier gespeeld. Zes wedstrijden van het Concacaf-kampioenschap voetbal onder 16 van 1985 werden in dit stadion gespeeld.
Vanwege werkzaamheden in het Aztekenstadion in voorbereiding voor het wereldkampioenschap voetbal 2026 wordt het Estadio Azul vanaf begin 2024 gebruikt voor de thuiswedstrijden van Club América en Cruz Azul, naast die van CF Atlante.

## Sluiting
De eigenaar, Cosío Family, kondigde in 2016 aan dat het stadion gesloopt ging worden om plaats te maken voor een luxe winkelcentrum en kantorenpand. In 2018 speelde Cruz Azul er haar laatste thuiswedstrijd en werd het stadion gesloten. Het project ging echter niet door en in 2020 verhuurde de eigenaar het stadion aan de club CF Atlante, uitkomend in de tweede divisie van het profvoetbal in Mexico. 